# Exercitium Paedagogicum
Exercitium Paedagogicum (lat.: pädagogische Übung) bezeichnet den  Ausbildungsanteil des Lehramtsstudiums, der zuvor von 2004 bis 2006 im Modellversuch von der Stiftung Bildungspakt Bayern und dem Bayerischen Staatsministerium für Unterricht und Kultus in Kooperation mit den Universitäten Augsburg, Regensburg und Passau durchgeführt wurde. Das vom bayerischen Kultusministerium in den Praxisbetrieb übernommene Exercitium Paedagogicum ist verbindlich und ersetzt das zuvor übliche Blockpraktikum. Im Modellversuch wurden die Empfehlungen der Studie „Bildung neu denken“ der Vereinigung der Bayerischen Wirtschaft (VBW) umgesetzt.

## Ziel
Beim Exercitium Paedagogicum werden Lehramtsstudenten als Unterrichtsassistenten an Schulen eingesetzt. Dadurch kann der Studierende erlernte theoretische Kenntnisse durch praktische Umsetzung vertiefen. Ferner unterstützt er mit seiner Arbeit die Lehrkräfte in der täglichen Unterrichtsarbeit.

## Aufbau
Das Exercitium Paedagogicum ist in zwei Teile gegliedert:
- In der theoretischen Vorbereitungsphase (1. und 2. Semester) erhalten die Studenten die erforderlichen pädagogischen Grundlagen in den Fächern Allgemeine Pädagogik, Schulpädagogik und Psychologie. Die Ausbildung ist in einem Kerncurriculum verbindlich geregelt.
- In der anschließenden Schulpraktischen Phase (3. und 4. Semester) assisistiert der Student an einer Schule bei 250 Lehrerstunden nach eigener Wahl. Als Unterrichtsassistent ist der Studierende berechtigt, Klassen oder Lerngruppen zu betreuen, neue Konzepte in den Unterricht einzubringen und zu erproben, Übungseinheiten zu gestalten, eigene Unterrichtsstunden durchzuführen, Organisationsaufgaben zu übernehmen und aktiv als Mitglied der Schulfamilie am Prozess der Schulentwicklung teilzunehmen, wobei die Gesamtverantwortung bei der Lehrkraft verbleibt.

## Kritik
Der Bayerische Lehrer- und Lehrerinnenverband (BLLV) begrüßt im Allgemeinen den didaktischen Ansatz des Exercitium Paedagogicum hinsichtlich der berufsvorbereitenden Ausbildung der Studierenden, kritisiert aber im einstimmigen Beschluss des BLLV-Landesvorstands vom 11. Mai 2005, dass im Modellversuch keine ausreichende Evaluierung stattgefunden habe. Er verdeutlicht, dass die eingesetzten Unterrichtsassistenten keinen Ersatz für examinierte Lehrkräfte darstellen und nicht zu Einsparungen  an Lehrerstellen führen kann. Insbesondere fordert er in einer Petition an den Bayerischen Landtag im Mai 2005 eine intensivere Betreuung der rund 6000 Unterrichtsassistenten durch die entsendenden Universitäten, eine vorbereitende Ausbildung der als Mentoren tätigen Lehrkräfte sowie eine entsprechende Berücksichtigung des anfallenden Mehraufwandes der Schulen und betreuenden Lehrer/-innen, mehr Planungssicherheit für die betroffenen Schulen und eine Präzisierung der Stundenanteile während des Praktikums (Unterricht, Unterrichtsvorbereitung usw.).